# Literární archiv Památníku národního písemnictví
Literární archiv Památníku národního písemnictví (LA PNP) je specializovaným archivem podle archivního zákona, jehož zřizovatelem je Památník národního písemnictví (literární archiv je oddělení PNP), v této podobě od 1. ledna 1964, ovšem s kořeny v roce 1818 (vznik Národního muzea, jehož byl do roku 1964 součástí). Vedle dohledu na spisovou službu a písemnou produkci svého zřizovatele plní i velmi důležitou roli v poslání svého zřizovatele jakožto sbírkotvorné instituce. Literární archiv se stará o většinu sbírek PNP (další sbírky jsou spravované knihovnou a uměleckými sbírkami). Profiluje se jako literární archiv (jediný tohoto druhu v Česku), jehož obsah tvoří pozůstalosti a osobní fondy spisovatelů, případně fondy nakladatelství a dalších institucí spojených s literární činností (Svaz československých spisovatelů).

## Historie
Základ pro literární archiv byl položen vznikem Národní muzeum roku 1818, první písemnosti byly nakoupeny roku 1822, první velká pozůstalost, která se stala součástí literárního archivu muzea, byla ta Josefa Dobrovského (převzata 1829–1830). Všechny písemné sbírky muzea byly součástí knihovna, z které se záhy oddělil archiv, nicméně literární část písemností zůstávala i nadále v knihovně, teprve v roce 1924 jako samostatné pododdělení (zásluhu na vymezení měli zejména Josef Volf a Miloslav Novotný), v roce 1962 se z něho stalo samostatné oddělení (od roku 1962 až do roku 1973 archiv vedl Jaromír Loužil).
V červenci 1953 byl literární archiv přesunut od Strahovského kláštera, vedle již existujícího Památníku národního písemnictví, se kterým byl ovšem spojen teprve roku 1964. Od roku 1969 využíval archiv depozitář na Starých Hradech, od roku 2016 potom byl přestěhován do Litoměřic.

## Charakteristika fondů a sbírek

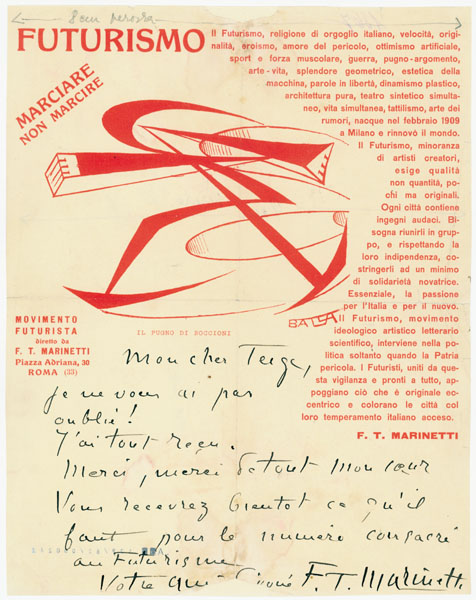
Fond Karel Teige, dopis F. T. Marinettiho K. Teigemu

Složení archních fodnů a sbírek a jejich získávání do jisté míry definuje profil archivu jako literárního. Základ tvoří pozůstalosti a osobní fondy spisovatelů, které musí být získány aktivní akviziční politikou (byť jakožto součást důležité instituce, část fondů tvoří i dary, případně sem směřovaly odúmrtě po spisovatelých).
V průběhu 19. století se literární archiv rozšiřoval zvolna. K důležitým akvizicím došlo za první republiky, byla získána korespondence J. Vrchlického, J. S. Machara, část pozůstalosti J. Arbesa. Po roce 1945 byl získán rodinný archiv Fričů, osobní fondy Karla Teigeho, bratří Mrštíků. V 50. letech se podařilo získat fondy Zdeňka Kalisty, Vítězslava Nezvala, Jana Wericha, Karla Čapka, dopisy Franze Kafky a řadu dalších.
V sedmdesátých letech pokračoval Literární archiv v akviziční činností a důkladnějším zpracování starších fondů. Významnou činností byl nákup sbírek tzv. zakázaných autorů.
Po roce 1989 se podařilo získat rozsáhlý fond Svazu československých spisovatelů, nakladatelství Československý spisovatel, Melantrich a mnoho osobních fondů: Ivan Blatný, Václav Černý, Ladislav Fuks, Jaroslav Foglar, Vladimír Holan, Bohumil Hrabal, Jindřich Chalupecký, Jiří Kolář, Josef Váchal. Po roce 1990 se některé archiválie dostaly do fondů jiných institucí, kterým svou povahou lépe odpovídaly. Některé fondy byly restituovány (některé písemnosti premonstrantského řádu, pozůstalost E. Lešehrada Lešhradeum).